# Ectoedemia gilvipennella
Ectoedemia gilvipennella là một loài bướm đêm thuộc họ Nepticulidae. Nó được tìm thấy ở Cộng hòa Séc và Slovakia to Ý và Hy Lạp.
Sải cánh dài 4.4-5.4 mm. Con trưởng thành bay từ tháng 4 đến tháng 6. Có một lứa một năm.
Ấu trùng ăn Quercus cerris và Quercus trojana. Chúng ăn lá nơi chúng làm tổ. 